# بيرسونية عصوية
بيرسونية عصوية (الاسم العلمي:Persoonia virgata) هي نوع غير مؤكد من النباتات تتبع جنس البيرسونية من الفصيلة البروطية.